# ساروس خورشیدی ۱۱۵
ساروس ۱۱۵ دوره‌ای زمانی با چرخه‌ای حدود ۱۸ سال و ۱۱ روز و ۸ ساعت (تقریباً ۶۵۸۵ و یک سوم روز) است که شامل ۷۲ خورشیدگرفتگی می‌شود.

## رخدادها
| ساروس | عضو | تاریخ                      | زمان (بزرگ‌ترین) ساعت هماهنگ جهانی | نوع    | مکان طول و عرض جغرافیایی | گاما    | قدر    | گُستره (km) | مدت زمان (دقیقه: ثانیه) | منبع |
| ----- | --- | -------------------------- | --------------------------------- | ------ | ------------------------ | ------- | ------ | ---------- | ----------------------- | ---- |
| ۱۱۵   | ۱   | ۲۱ ژوئن ۶۶۲                | ۱۵:۵۸:۳۶                          | جزئی   | 66N 148.9E               | 1.5377  | 0.003  |            |                         |      |
| ۱۱۵   | ۲   | ۱ ژوئیه ۶۸۰                | ۲۳:۱۰:۱۸                          | جزئی   | 67N 29.8E                | 1.4605  | 0.1456 |            |                         |      |
| ۱۱۵   | ۳   | ۱۳ ژوئیه ۶۹۸               | ۶:۲۵:۲۳                           | جزئی   | 68N 90.6W                | 1.3851  | 0.2855 |            |                         |      |
| ۱۱۵   | ۴   | ۲۳ ژوئیه ۷۱۶               | ۱۳:۴۷:۰۹                          | جزئی   | 68.9N 146.8E             | 1.314   | 0.418  |            |                         |      |
| ۱۱۵   | ۵   | ۳ اوت ۷۳۴                  | ۲۱:۱۴:۲۷                          | جزئی   | 69.9N 22.2E              | 1.2467  | 0.5437 |            |                         |      |
| ۱۱۵   | ۶   | ۱۴ اوت ۷۵۲                 | ۴:۵۰:۳۷                           | جزئی   | 70.7N 105.2W             | 1.1859  | 0.6576 |            |                         |      |
| ۱۱۵   | ۷   | ۲۵ اوت ۷۷۰                 | ۱۲:۳۴:۳۱                          | جزئی   | 71.3N 125E               | 1.1309  | 0.7603 |            |                         |      |
| ۱۱۵   | ۸   | ۴ سپتامبر ۷۸۸              | ۲۰:۲۶:۵۹                          | جزئی   | 71.8N 7.6W               | 1.0824  | 0.8508 |            |                         |      |
| ۱۱۵   | ۹   | ۱۶ سپتامبر ۸۰۶             | ۴:۲۸:۲۹                           | جزئی   | 72N 142.7W               | 1.0409  | 0.9284 |            |                         |      |
| ۱۱۵   | ۱۰  | ۲۶ سپتامبر ۸۲۴             | ۱۲:۳۹:۰۱                          | جزئی   | 71.9N 79.8E              | 1.0062  | 0.9929 |            |                         |      |
| ۱۱۵   | ۱۱  | ۷ اکتبر ۸۴۲                | ۲۰:۵۸:۳۰                          | کامل   | 65.2N 84.3W              | ۰٫۹۷۸۷  | ۱٫۰۲۲۹ | ۴۰۳        | ۱ دقیقه و ۳۰ ثانیه      |      |
| ۱۱۵   | ۱۲  | ۱۸ اکتبر ۸۶۰               | ۵:۲۵:۰۲                           | کامل   | 58.5N 134E               | ۰٫۹۵۶۵  | ۱٫۰۲۴۱ | ۲۸۶        | ۱ دقیقه و ۴۲ ثانیه      |      |
| ۱۱۵   | ۱۳  | ۲۹ اکتبر ۸۷۸               | ۱۳:۵۹:۵۹                          | کامل   | 53.5N 3.7W               | ۰٫۹۴۱۱  | ۱٫۰۲۴۶ | ۲۵۰        | ۱ دقیقه و ۵۰ ثانیه      |      |
| ۱۱۵   | ۱۴  | ۸ نوامبر ۸۹۶               | ۲۲:۴۰:۳۳                          | کامل   | 49.5N 140.8W             | ۰٫۹۲۹۷  | ۱٫۰۲۵۱ | ۲۳۴        | ۱ دقیقه و ۵۷ ثانیه      |      |
| ۱۱۵   | ۱۵  | ۲۰ نوامبر ۹۱۴              | ۷:۲۶:۳۹                           | کامل   | 46.5N 81.8E              | ۰٫۹۲۲۵  | ۱٫۰۲۵۸ | ۲۲۹        | ۲ دقیقه و ۴ ثانیه       |      |
| ۱۱۵   | ۱۶  | ۳۰ نوامبر ۹۳۲              | ۱۶:۱۵:۳۴                          | کامل   | 44.3N 55.9W              | ۰٫۹۱۷۴  | ۱٫۰۲۶۷ | ۲۳۰        | ۲ دقیقه و ۱۲ ثانیه      |      |
| ۱۱۵   | ۱۷  | ۱۲ دسامبر ۹۵۰              | ۱:۰۷:۱۴                           | کامل   | 42.9N 166.1E             | ۰٫۹۱۴۳  | ۱٫۰۲۸۱ | ۲۳۷        | ۲ دقیقه و ۱۹ ثانیه      |      |
| ۱۱۵   | ۱۸  | ۲۲ دسامبر ۹۶۸              | ۹:۵۸:۱۷                           | کامل   | 41.8N 28.3E              | ۰٫۹۱۰۵  | ۱٫۰۳   | ۲۴۶        | ۲ دقیقه و ۲۸ ثانیه      |      |
| ۱۱۵   | ۱۹  | ۲ ژانویه ۹۸۷               | ۱۸:۴۸:۰۹                          | کامل   | 41.2N 108.9W             | ۰٫۹۰۵۶  | ۱٫۰۳۲۳ | ۲۵۷        | ۲ دقیقه و ۳۷ ثانیه      |      |
| ۱۱۵   | ۲۰  | ۱۳ ژانویه ۱۰۰۵             | ۳:۳۴:۴۹                           | کامل   | 40.7N 115.1E             | ۰٫۸۹۷۸  | ۱٫۰۳۵۲ | ۲۶۷        | ۲ دقیقه و ۴۸ ثانیه      |      |
| ۱۱۵   | ۲۱  | ۲۴ ژانویه ۱۰۲۳             | ۱۲:۱۸:۰۰                          | کامل   | 40.5N 19.7W              | ۰٫۸۸۶۹  | ۱٫۰۳۸۵ | ۲۷۶        | ۳ دقیقه و ۰ ثانیه       |      |
| ۱۱۵   | ۲۲  | ۳ فوریه ۱۰۴۱               | ۲۰:۵۴:۱۳                          | کامل   | 40.4N 152W               | ۰٫۸۷۰۴  | ۱٫۰۴۲۴ | ۲۸۳        | ۳ دقیقه و ۱۳ ثانیه      |      |
| ۱۱۵   | ۲۳  | ۱۵ فوریه ۱۰۵۹              | ۵:۲۴:۵۰                           | کامل   | 40.6N 77.7E              | ۰٫۸۴۹۲  | ۱٫۰۴۶۵ | ۲۸۷        | ۳ دقیقه و ۲۶ ثانیه      |      |
| ۱۱۵   | ۲۴  | ۲۵ فوریه ۱۰۷۷              | ۱۳:۴۷:۲۵                          | کامل   | 41N 49.7W                | ۰٫۸۲۱۴  | ۱٫۰۵۱  | ۲۹۰        | ۳ دقیقه و ۴۰ ثانیه      |      |
| ۱۱۵   | ۲۵  | ۸ مارس ۱۰۹۵                | ۲۲:۰۳:۵۷                          | کامل   | 41.8N 174.8W             | ۰٫۷۸۸۳  | ۱٫۰۵۵۳ | ۲۹۱        | ۳ دقیقه و ۵۴ ثانیه      |      |
| ۱۱۵   | ۲۶  | ۱۹ مارس ۱۱۱۳               | ۶:۱۰:۳۸                           | کامل   | 42.7N 63.6E              | ۰٫۷۴۷۱  | ۱٫۰۵۹۸ | ۲۹۰        | ۴ دقیقه و ۸ ثانیه       |      |
| ۱۱۵   | ۲۷  | ۳۰ مارس ۱۱۳۱               | ۱۴:۱۱:۴۹                          | کامل   | 43.9N 55.8W              | ۰٫۷۰۱۲  | ۱٫۰۶۳۹ | ۲۸۹        | ۴ دقیقه و ۲۲ ثانیه      |      |
| ۱۱۵   | ۲۸  | ۹ آوریل ۱۱۴۹               | ۲۲:۰۴:۰۲                          | کامل   | 44.9N 171.9W             | ۰٫۶۴۷۹  | ۱٫۰۶۷۶ | ۲۸۶        | ۴ دقیقه و ۳۸ ثانیه      |      |
| ۱۱۵   | ۲۹  | ۲۱ آوریل ۱۱۶۷              | ۵:۵۱:۴۰                           | کامل   | 45.8N 73.9E              | ۰٫۵۹۰۶  | ۱٫۰۷۰۹ | ۲۸۴        | ۴ دقیقه و ۵۳ ثانیه      |      |
| ۱۱۵   | ۳۰  | ۱ مه ۱۱۸۵                  | ۱۳:۳۰:۵۷                          | کامل   | 46N 37.2W                | ۰٫۵۲۶۴  | ۱٫۰۷۳۶ | ۲۸۰        | ۵ دقیقه و ۱۰ ثانیه      |      |
| ۱۱۵   | ۳۱  | ۱۲ مه ۱۲۰۳                 | ۲۱:۰۷:۳۰                          | کامل   | 45.5N 147.2W             | ۰٫۴۵۹۶  | ۱٫۰۷۵۵ | ۲۷۵        | ۵ دقیقه و ۲۶ ثانیه      |      |
| ۱۱۵   | ۳۲  | ۲۳ مه ۱۲۲۱                 | ۴:۳۸:۱۹                           | کامل   | 43.9N 104.3E             | ۰٫۳۸۸۵  | ۱٫۰۷۶۷ | ۲۶۹        | ۵ دقیقه و ۴۳ ثانیه      |      |
| ۱۱۵   | ۳۳  | ۳ ژوئن ۱۲۳۹                | ۱۲:۰۷:۱۷                          | کامل   | 41.3N 4.2W               | ۰٫۳۱۵۷  | ۱٫۰۷۷۱ | ۲۶۳        | ۵ دقیقه و ۵۸ ثانیه      |      |
| ۱۱۵   | ۳۴  | ۱۳ ژوئن ۱۲۵۷               | ۱۹:۳۳:۲۱                          | کامل   | 37.6N 112.8W             | ۰٫۲۴۰۹  | ۱٫۰۷۶۵ | ۲۵۵        | ۶ دقیقه و ۱۱ ثانیه      |      |
| ۱۱۵   | ۳۵  | ۲۵ ژوئن ۱۲۷۵               | ۲:۵۹:۵۶                           | کامل   | 33N 137.5E               | ۰٫۱۶۶۸  | ۱٫۰۷۵۲ | ۲۴۷        | ۶ دقیقه و ۲۱ ثانیه      |      |
| ۱۱۵   | ۳۶  | ۵ ژوئیه ۱۲۹۳               | ۱۰:۲۶:۴۵                          | کامل   | 27.5N 26.7E              | ۰٫۰۹۳۳  | ۱٫۰۷۳  | ۲۳۸        | ۶ دقیقه و ۲۴ ثانیه      |      |
| ۱۱۵   | ۳۷  | ۱۶ ژوئیه ۱۳۱۱              | ۱۷:۵۵:۰۴                          | کامل   | 21.4N 85.4W              | ۰٫۰۲۱۶  | ۱٫۰۷   | ۲۲۸        | ۶ دقیقه و ۲۰ ثانیه      |      |
| ۱۱۵   | ۳۸  | ۲۷ ژوئیه ۱۳۲۹              | ۱:۲۶:۱۶                           | کامل   | 14.9N 160.9E             | -۰٫۰۴۷۱ | ۱٫۰۶۶۲ | ۲۱۷        | ۶ دقیقه و ۸ ثانیه       |      |
| ۱۱۵   | ۳۹  | ۷ اوت ۱۳۴۷                 | ۹:۰۱:۳۸                           | کامل   | 8.1N 45.7E               | -۰٫۱۱۱۶ | ۱٫۰۶۱۸ | ۲۰۴        | ۵ دقیقه و ۴۸ ثانیه      |      |
| ۱۱۵   | ۴۰  | ۱۷ اوت ۱۳۶۵                | ۱۶:۴۱:۴۶                          | کامل   | 1.1N 71.2W               | -۰٫۱۷۱۶ | ۱٫۰۵۶۹ | ۱۹۰        | ۵ دقیقه و ۲۲ ثانیه      |      |
| ۱۱۵   | ۴۱  | ۲۹ اوت ۱۳۸۳                | ۰:۲۷:۳۸                           | کامل   | 5.9S 170.2E              | -۰٫۲۲۶۲ | ۱٫۰۵۱۶ | ۱۷۵        | ۴ دقیقه و ۵۰ ثانیه      |      |
| ۱۱۵   | ۴۲  | ۸ سپتامبر ۱۴۰۱             | ۸:۲۰:۲۱                           | کامل   | 12.8S 49.9E              | -۰٫۲۷۴۶ | ۱٫۰۴۵۹ | ۱۵۹        | ۴ دقیقه و ۱۵ ثانیه      |      |
| ۱۱۵   | ۴۳  | ۱۹ سپتامبر ۱۴۱۹            | ۱۶:۲۰:۲۱                          | کامل   | 19.5S 72.1W              | -۰٫۳۱۶۲ | ۱٫۰۴۰۱ | ۱۴۱        | ۳ دقیقه و ۴۰ ثانیه      |      |
| ۱۱۵   | ۴۴  | ۳۰ سپتامبر ۱۴۳۷            | ۰:۲۶:۴۵                           | کامل   | 25.9S 164.7E             | -۰٫۳۵۱۹ | ۱٫۰۳۴۳ | ۱۲۳        | ۳ دقیقه و ۵ ثانیه       |      |
| ۱۱۵   | ۴۵  | ۱۱ اکتبر ۱۴۵۵              | ۸:۴۰:۴۴                           | کامل   | 31.8S 40.2E              | -۰٫۳۸۰۹ | ۱٫۰۲۸۶ | ۱۰۴        | ۲ دقیقه و ۳۱ ثانیه      |      |
| ۱۱۵   | ۴۶  | ۲۱ اکتبر ۱۴۷۳              | ۱۷:۰۱:۲۸                          | کامل   | 37.3S 85.1W              | -۰٫۴۰۴  | ۱٫۰۲۳  | ۸۶         | ۲ دقیقه و ۰ ثانیه       |      |
| ۱۱۵   | ۴۷  | ۲ نوامبر ۱۴۹۱              | ۱:۲۸:۴۷                           | کامل   | 42S 148.9E               | -۰٫۴۲۰۹ | ۱٫۰۱۷۹ | ۶۸         | ۱ دقیقه و ۳۲ ثانیه      |      |
| ۱۱۵   | ۴۸  | ۱۲ نوامبر ۱۵۰۹             | ۱۰:۰۰:۱۵                          | مرکب   | 45.8S 23.2E              | -۰٫۴۳۳۸ | ۱٫۰۱۳۱ | ۵۰         | ۱ دقیقه و ۶ ثانیه       |      |
| ۱۱۵   | ۴۹  | ۲۳ نوامبر ۱۵۲۷             | ۱۸:۳۶:۳۸                          | مرکب   | 48.6S 102.5W             | -۰٫۴۴۲۲ | ۱٫۰۰۸۹ | ۳۴         | ۰ دقیقه و ۴۵ ثانیه      |      |
| ۱۱۵   | ۵۰  | ۴ دسامبر ۱۵۴۵              | ۳:۱۵:۴۲                           | مرکب   | 50.1S 132.1E             | -۰٫۴۴۸  | ۱٫۰۰۵۱ | ۲۰         | ۰ دقیقه و ۲۵ ثانیه      |      |
| ۱۱۵   | ۵۱  | ۱۵ دسامبر ۱۵۶۳             | ۱۱:۵۵:۴۹                          | مرکب   | 50.3S 6.8E               | -۰٫۴۵۲۴ | ۱٫۰۰۲  | ۸          | ۰ دقیقه و ۱۰ ثانیه      |      |
| ۱۱۵   | ۵۲  | ۲۵ دسامبر ۱۵۸۱             | ۲۰:۳۵:۲۰                          | حلقه‌ای | 49.4S 118.5W             | -۰٫۴۵۶۷ | ۰٫۹۹۹۳ | ۳          | ۰ دقیقه و ۴ ثانیه       |      |
| ۱۱۵   | ۵۳  | ۱۶ ژانویه ۱۶۰۰             | ۵:۱۲:۴۶                           | حلقه‌ای | 47.4S 115.9E             | -۰٫۴۶۲۳ | ۰٫۹۹۷۲ | ۱۱         | ۰ دقیقه و ۱۴ ثانیه      |      |
| ۱۱۵   | ۵۴  | ۲۶ ژانویه ۱۶۱۸             | ۱۳:۴۶:۴۴                          | حلقه‌ای | 44.7S 9.7W               | -۰٫۴۷   | ۰٫۹۹۵۵ | ۱۸         | ۰ دقیقه و ۲۳ ثانیه      |      |
| ۱۱۵   | ۵۵  | ۶ فوریه ۱۶۳۶               | ۲۲:۱۴:۳۳                          | حلقه‌ای | 41.6S 134.7W             | -۰٫۴۸۲۵ | ۰٫۹۹۴۳ | ۲۳         | ۰ دقیقه و ۲۹ ثانیه      |      |
| ۱۱۵   | ۵۶  | ۱۷ فوریه ۱۶۵۴              | ۶:۳۶:۳۸                           | حلقه‌ای | 38.3S 100.9E             | -۰٫۴۹۹۱ | ۰٫۹۹۳۳ | ۲۷         | ۰ دقیقه و ۳۴ ثانیه      |      |
| ۱۱۵   | ۵۷  | ۲۸ فوریه ۱۶۷۲              | ۱۴:۵۰:۴۳                          | حلقه‌ای | 35.2S 22W                | -۰٫۵۲۱۸ | ۰٫۹۹۲۶ | ۳۰         | ۰ دقیقه و ۳۸ ثانیه      |      |
| ۱۱۵   | ۵۸  | ۱۰ مارس ۱۶۹۰               | ۲۲:۵۶:۰۰                          | حلقه‌ای | 32.5S 143W               | -۰٫۵۵۱۲ | ۰٫۹۹۲  | ۳۳         | ۰ دقیقه و ۴۲ ثانیه      |      |
| ۱۱۵   | ۵۹  | ۲۲ مارس ۱۷۰۸               | ۶:۵۱:۳۷                           | حلقه‌ای | 30.4S 98.3E              | -۰٫۵۸۷۹ | ۰٫۹۹۱۳ | ۳۷         | ۰ دقیقه و ۴۶ ثانیه      |      |
| ۱۱۵   | ۶۰  | ۲ آوریل ۱۷۲۶               | ۱۴:۳۸:۱۶                          | حلقه‌ای | 29.2S 18.3W              | -۰٫۶۳۱۳ | ۰٫۹۹۰۶ | ۴۲         | ۰ دقیقه و ۵۲ ثانیه      |      |
| ۱۱۵   | ۶۱  | ۱۲ آوریل ۱۷۴۴              | ۲۲:۱۵:۲۴                          | حلقه‌ای | 29.1S 132.6W             | -۰٫۶۸۱۹ | ۰٫۹۸۹۵ | ۴۹         | ۰ دقیقه و ۵۹ ثانیه      |      |
| ۱۱۵   | ۶۲  | ۲۴ آوریل ۱۷۶۲              | ۵:۴۲:۱۰                           | حلقه‌ای | 30.3S 115.6E             | -۰٫۷۴۰۲ | ۰٫۹۸۸۱ | ۶۱         | ۱ دقیقه و ۸ ثانیه       |      |
| ۱۱۵   | ۶۳  | ۴ مه ۱۷۸۰                  | ۱۳:۰۰:۴۲                          | حلقه‌ای | 33.3S 5.9E               | -۰٫۸۰۴۳ | ۰٫۹۸۶۱ | ۸۱         | ۱ دقیقه و ۲۱ ثانیه      |      |
| ۱۱۵   | ۶۴  | ۱۵ مه ۱۷۹۸                 | ۲۰:۱۰:۳۲                          | حلقه‌ای | 38.6S 101.6W             | -۰٫۸۷۴۴ | ۰٫۹۸۳۲ | ۱۲۱        | ۱ دقیقه و ۳۶ ثانیه      |      |
| ۱۱۵   | ۶۵  | ۲۷ مه ۱۸۱۶                 | ۳:۱۳:۲۴                           | حلقه‌ای | 48S 153.5E               | -۰٫۹۴۹۲ | ۰٫۹۷۹۱ | ۲۳۸        | ۱ دقیقه و ۵۴ ثانیه      |      |
| ۱۱۵   | ۶۶  | ۷ ژوئن ۱۸۳۴                | ۱۰:۰۸:۳۸                          | جزئی   | 64.6S 55.4E              | -1.0291 | 0.9295 |            |                         |      |
| ۱۱۵   | ۶۷  | ۱۷ ژوئن ۱۸۵۲               | ۱۶:۵۹:۵۰                          | جزئی   | 65.6S 57.3W              | -1.1111 | 0.7828 |            |                         |      |
| ۱۱۵   | ۶۸  | ۲۸ ژوئن ۱۸۷۰               | ۲۳:۴۶:۴۳                          | جزئی   | 66.6S 169.4W             | -1.1949 | 0.6335 |            |                         |      |
| ۱۱۵   | ۶۹  | ۹ ژوئیه ۱۸۸۸               | ۶:۳۰:۵۲                           | جزئی   | 67.6S 78.8E              | -1.2797 | 0.4832 |            |                         |      |
| ۱۱۵   | ۷۰  | خورشیدگرفتگی ۲۱ ژوئیه ۱۹۰۶ | ۱۳:۱۴:۱۹                          | جزئی   | 68.6S 33.3W              | -1.3637 | 0.3355 |            |                         |      |
| ۱۱۵   | ۷۱  | خورشیدگرفتگی ۳۱ ژوئیه ۱۹۲۴ | ۱۹:۵۸:۲۰                          | جزئی   | 69.6S 146W               | -1.4459 | 0.192  |            |                         |      |
| ۱۱۵   | ۷۲  | خورشیدگرفتگی ۱۲ اوت ۱۹۴۲   | ۲:۴۵:۱۲                           | جزئی   | 70.4S 99.9E              | -1.5244 | 0.0561 |            |                         |      |